# Три тела
Три тела - Шарира Трая (санскрит शरीर त्रय, IAST:IAST: śarīra traya) — доктрина в индуизме, согласно которой человеческое существо состоит из трех тел. Эти тела часто отождествляются с пятью кошами – оболочками, охватывающими Атман. Доктрина трех тел является важным учением в индийской философии и религии, особенно в йоге, адвайт-веданте и тантрах.

## Грубое тело
Грубое тело, или стхула шарира (IAST: shthūla-śarira) — это Анатман (IAST: Anātman), буквально — не-Атман, не-Я, не-душа — тело лишённое духовности и индивидуальности, без вечной души. Грубое или физическое тело — это форма, в которой человек ест, дышит и движется. Оно является инструментом получения опыта для Джива, прикрепленной к телу, которая при помощи Аханкара использует внешние и внутренние органы чувств и действий. В бодрствующем состоянии Джива, отождествляя себя с телом, наслаждается внешними объектами.
Грубое тело отвечает за контакт человека с внешним миром и состоит из пяти элементов, которые человек получает при рождении и теряет при смерти (эфир, воздух, огонь, вода, земля).
Особенностями, присущими грубому телу, являются:
- Самбхава (सम्भव IAST: sambhava) — рождение
- Хара (जर IAST: jara) — старость, старение
- Марана (मरणIAST: maraṇa) — смерть
- состояние бодрствования[2]

В ведантийской схеме пяти оболочек (коша) Атмана грубое тело соответствует пищевому телу(анна-майя-коша).

## Тонкое тело
Тонкое тело или сукшма шарира (IAST: sūkṣma-śarīra) является телом ума и жизненной энергии, которые поддерживают физическое тело и делают его живым.
Жизненная энергия (прана) циркулирует по тонким каналам (нади), оживляя и скрепляя более грубые структуры организма. Прана — это сама жизнь, без нее грубое тело мертво. Праническое тело имеет свою структуру, разные типы энергии циркулируют по каналам, важнейшими из которых является ида (левый), пингала (правый) и сушумна (центральный). Основные точки пересечения каналов называются чакрами.
Тонкое тело, состоит из восемнадцати элементов:
- буддхи,
- ахамкара,
- манас,
- десять индрий (IAST: indriya) — пять органов познания (чувств) (джняна индрии) (ухо — слух, кожа — осязание, глаз — зрение, язык — вкус, нос — обоняние) и пять органов действий (карма индрии) (рот — речь, руки — хватание, нога — передвижение, анус — выделения, половые органы — рождение).
- пять танматр.

В разных системах (у Натхов, в Санкхье, Адвайта-Веданте и других) классификация пран, количество чакр, а также перечень элементов, относимых к уму, могут отличаться. В плане состояний с тонким телом соотносится состояние сна cо сновидениями (свапна). 
После смерти тонкое тело распадается – прана покидает физическое тело, которое вследствие этого тоже начинает распадаться, один за другим исчезают чувства восприятия, исчезает личность (ахамкара) и память. Вместе с новым рождением эти структуры формируются заново.
В контексте доктрины пяти оболочек (панча-коша) к сукшма-шарире относятся Прана-майя-коша (энергетическое тело), Мано-майя-коша (тело эмоций), и Виджняна-майя-коша (тело интеллекта).

## Причинное тело
Причинное тело (кармическое тело) или карана шарира (IAST: kāraṇa-śarira) —  тело в котором сознание возвращается к своим истокам. Оно содержит жизненный опыт и в него «записывается» карма. Тело причинности содержит причины всех поступков человека. В нём есть все человеческие качества в зачаточном состоянии. Затем, в тонком теле происходит проявление того, что находится в причинном теле. Затем, в грубом физическом человек обретает истину, реальность, переживания и осознание. Причинное тело сопровождает перерождение души. В контексте доктрины пяти оболочек (панча-коша) к карана-шарира относится Ананда-майя-коша (тело блаженства).